# Championnat du monde de roller in line hockey féminin FIRS 2003
L'édition 2003 du championnat du monde de roller in line hockey féminin fut la 2e édition organisée par la Fédération internationale de roller sport, et s'est déroulé à  Pisek en République tchèque au Zimni Stadion.

## Équipes engagées
| Groupe A  | Groupe B           |
| --------- | ------------------ |
| Canada    | Australie          |
| Japon     | États-Unis         |
| Allemagne | Royaume-Uni        |
| France    | République tchèque |
| Mexique   | Singapour          |

## Phase préliminaire

### 1erjournée
| 20 juin - 9:00  | Singapour          | 0  | - | 18 | Australie   |
| 20 juin - 11:00 | Mexique            | 2  | - | 10 | Allemagne   |
| 20 juin - 13:00 | Japon              | 1  | - | 8  | France      |
| 20 juin - 15:00 | Australie          | 0  | - | 12 | États-Unis  |
| 20 juin - 17:30 | République tchèque | 13 | - | 3  | Royaume-Uni |
| 20 juin - 19:30 | Canada             | 3  | - | 0  | Allemagne   |

### 2ejournée
| 21 juin - 9:30  | États-Unis         | 12 | - | 0  | Royaume-Uni        |
| 21 juin - 11:00 | Singapour          | 0  | - | 21 | République tchèque |
| 21 juin - 12:30 | Canada             | 11 | - | 0  | Japon              |
| 21 juin - 14:00 | France             | 2  | - | 0  | Mexique            |
| 21 juin - 16:30 | Australie          | 3  | - | 2  | Royaume-Uni        |
| 21 juin - 18:00 | République tchèque | 3  | - | 4  | États-Unis         |
| 21 juin - 19:30 | Japon              | 0  | - | 8  | Allemagne          |

### 3ejournée
| 22 juin - 9:30  | Japon       | 1  | - | 4 | Mexique            |
| 22 juin - 11:00 | États-Unis  | 10 | - | 0 | Singapour          |
| 22 juin - 12:30 | France      | 3  | - | 4 | Allemagne          |
| 22 juin - 15:00 | Canada      | 13 | - | 0 | Mexique            |
| 22 juin - 16:30 | Australie   | 1  | - | 7 | République tchèque |
| 22 juin - 18:00 | Royaume-Uni | 14 | - | 1 | Singapour          |
| 22 juin - 19:30 | Canada      | 9  | - | 2 | France             |

### Classements

#### Groupe A
|     | Équipe    | M | G | N | P | B+ | B- | PTS |
| --- | --------- | - | - | - | - | -- | -- | --- |
| 1er | Canada    | 4 | 4 | 0 | 0 | 36 | 2  | 8   |
| 2e  | Allemagne | 4 | 3 | 0 | 1 | 22 | 8  | 6   |
| 3e  | France    | 4 | 2 | 0 | 2 | 15 | 14 | 4   |
| 4e  | Mexique   | 4 | 1 | 0 | 3 | 6  | 26 | 2   |
| 5e  | Japon     | 4 | 0 | 0 | 4 | 2  | 31 | 0   |

#### Groupe B
|     | Équipe             | M | G | N | P | B+ | B- | PTS |
| --- | ------------------ | - | - | - | - | -- | -- | --- |
| 1er | États-Unis         | 4 | 4 | 0 | 0 | 38 | 3  | 8   |
| 2e  | République tchèque | 4 | 3 | 0 | 1 | 44 | 8  | 6   |
| 3e  | Australie          | 4 | 2 | 0 | 2 | 22 | 21 | 4   |
| 4e  | Royaume-Uni        | 4 | 1 | 0 | 3 | 19 | 29 | 2   |
| 5e  | Singapour          | 4 | 0 | 0 | 4 | 1  | 63 | 0   |

## Phase finale

### Tableau final
|  | Quarts de finale   | Quarts de finale   |                 |                    | Demi-finales           | Demi-finales           |   |  | Finale          | Finale          |
|  | Quarts de finale   | Quarts de finale   |                 |                    | Demi-finales           | Demi-finales           |   |  | Finale          | Finale          |
|  |                    |                    |                 |                    |                        |                        |   |  |                 |                 |
|  | 23 juin - 13:00    | 23 juin - 13:00    |                 |                    | 24 juin - 17:00        | 24 juin - 17:00        |   |  | 25 juin - 17:00 | 25 juin - 17:00 |
|  | 23 juin - 13:00    | 23 juin - 13:00    |                 |                    | 24 juin - 17:00        | 24 juin - 17:00        |   |  | 25 juin - 17:00 | 25 juin - 17:00 |
|  | Canada             | 19                 |                 |                    | 24 juin - 17:00        | 24 juin - 17:00        |   |  | 25 juin - 17:00 | 25 juin - 17:00 |
|  | Canada             | 19                 |                 |                    | 24 juin - 17:00        | 24 juin - 17:00        |   |  | 25 juin - 17:00 | 25 juin - 17:00 |
|  | Royaume-Uni        | 0                  |                 |                    | 24 juin - 17:00        | 24 juin - 17:00        |   |  | 25 juin - 17:00 | 25 juin - 17:00 |
|  | Royaume-Uni        | 0                  | Canada          | 8                  |                        |                        |   |  | 25 juin - 17:00 | 25 juin - 17:00 |
|  | 23 juin - 19:00    |                    | Canada          | 8                  |                        |                        |   |  | 25 juin - 17:00 | 25 juin - 17:00 |
|  |                    | République tchèque | 0               |                    |                        |                        |   |  | 25 juin - 17:00 | 25 juin - 17:00 |
|  | République tchèque | République tchèque | 0               | 3                  |                        |                        |   |  | 25 juin - 17:00 | 25 juin - 17:00 |
|  | République tchèque |                    |                 | 3                  |                        |                        |   |  | 25 juin - 17:00 | 25 juin - 17:00 |
|  | France             | 2                  |                 |                    |                        |                        |   |  | 25 juin - 17:00 | 25 juin - 17:00 |
|  | France             | 2                  | Canada          | 1                  |                        |                        |   |  |                 |                 |
|  | 23 juin - 15:00    |                    | Canada          | 1                  |                        |                        |   |  |                 |                 |
|  |                    | États-Unis         | 2               |                    |                        |                        |   |  |                 |                 |
|  | États-Unis         | États-Unis         | 2               | 13                 |                        |                        |   |  |                 |                 |
|  | États-Unis         | 24 juin - 19:00    |                 | 13                 |                        |                        |   |  |                 |                 |
|  | Mexique            | 1                  |                 |                    |                        |                        |   |  |                 |                 |
|  | Mexique            | 1                  | États-Unis      | 10                 |                        |                        |   |  |                 |                 |
|  | 23 juin - 17:00    | 23 juin - 17:00    | États-Unis      | 10                 | Match pour la 3e place | Match pour la 3e place |   |  |                 |                 |
|  | 23 juin - 17:00    | 23 juin - 17:00    |                 | Allemagne          | Match pour la 3e place | Match pour la 3e place | 0 |  |                 |                 |
|  | Allemagne          | 4                  | 25 juin - 15:00 | 25 juin - 15:00    |                        |                        | 0 |  |                 |                 |
|  | Allemagne          | 4                  | 25 juin - 15:00 | 25 juin - 15:00    |                        |                        |   |  |                 |                 |
|  | Australie          | 2                  |                 | République tchèque | 3                      |                        |   |  |                 |                 |
|  | Australie          | 2                  |                 | République tchèque | 3                      |                        |   |  |                 |                 |
|  |                    |                    |                 |                    |                        |                        |   |  | Allemagne       | 1               |
|  |                    |                    |                 |                    |                        |                        |   |  | Allemagne       | 1               |

### Matchs de classement
| 24 juin à 13:00 - Qualif. pour la 5e place : | Royaume-Uni | 2  | - | 10 | France    |
| 24 juin à 15:00 - Qualif. pour la 5e place : | Mexique     | 6  | - | 1  | Australie |
| 24 juin à 11:00 - Match pour la 9e place :   | Japon       | 13 | - | 0  | Singapour |
| 25 juin à 11:00 - Match pour la 7e place :   | Royaume-Uni | 2  | - | 1  | Australie |
| 25 juin à 13:00 - Match pour la 5e place :   | France      | 1  | - | 0  | Mexique   |

## Bilan
| 1  | États-Unis         | Médaille d'or      |
| 2  | Canada             | Médaille d'argent  |
| 3  | République tchèque | Médaille de bronze |
| 4  | Allemagne          |                    |
| 5  | France             |                    |
| 6  | Mexique            |                    |
| 7  | Royaume-Uni        |                    |
| 8  | Australie          |                    |
| 9  | Japon              |                    |
| 10 | Singapour          |                    |